# Breda di Piave
Pour les articles homonymes, voir Breda (homonymie).
Breda di Piave est une commune de la province de Trévise dans la région Vénétie en Italie.

## Administration
| Période                                  | Période  | Identité         | Étiquette | Qualité |
| ---------------------------------------- | -------- | ---------------- | --------- | ------- |
| 28 mai 2002                              | En cours | Raffaella da Ros | Centro    |         |
| Les données manquantes sont à compléter. |          |                  |           |         |

### Hameaux
Pero, Saletto, San Bartolomeo, Vacil

### Communes limitrophes
Carbonera, Maserada sul Piave, Ormelle, Ponte di Piave, San Biagio di Callalta

### Jumelages
- Labarthe-sur-Lèze (France)

### Personnalités nées à Breda di Piave
- Aurelio Cestari
- Alberto Curtolo